# Tumba Silva
Tumba Silva (ur. 20 kwietnia 1986) – angolski bokser wagi ciężkiej (91 kg).

## Letnie Igrzyska Olimpijskie 2012
Podczas kwalifikacji do Letnich Igrzysk Olimpijskich 2012 w Londynie, w rundzie 1/16 jego przeciwnikiem był kenijczyk Daniel Shisia. Tumba mimo że przegrał 9:21 zakwalifikował się jako jedyny zawodnik Angoli na LIO 2012 poprzez dziką kartę. Walkę na olimpiadzie oddał walkowerem na rzecz Włocha Clemente Russo.
| Zawodnik    | Konkurencja         | 1/8                 | Ćwierćfinały     | Półfinały        | Finał            | Finał   |
| Zawodnik    | Konkurencja         | Przeciwnik Wynik    | Przeciwnik Wynik | Przeciwnik Wynik | Przeciwnik Wynik | Pozycja |
| ----------- | ------------------- | ------------------- | ---------------- | ---------------- | ---------------- | ------- |
| Tumba Silva | waga ciężka - 91 kg | Clemente Russo P WO | NQ               | NQ               | NQ               | NQ      |